# Havaika berlandi
Havaika berlandi là một loài nhện trong họ Salticidae. Loài này được phát hiện ở Hawaii.